# Turó del Mallol
El Turó del Mallol és una muntanya de 352 metres que es troba al municipi de Sant Cugat del Vallès, a la comarca del Vallès Occidental.